# Megfigyelhető világegyetem

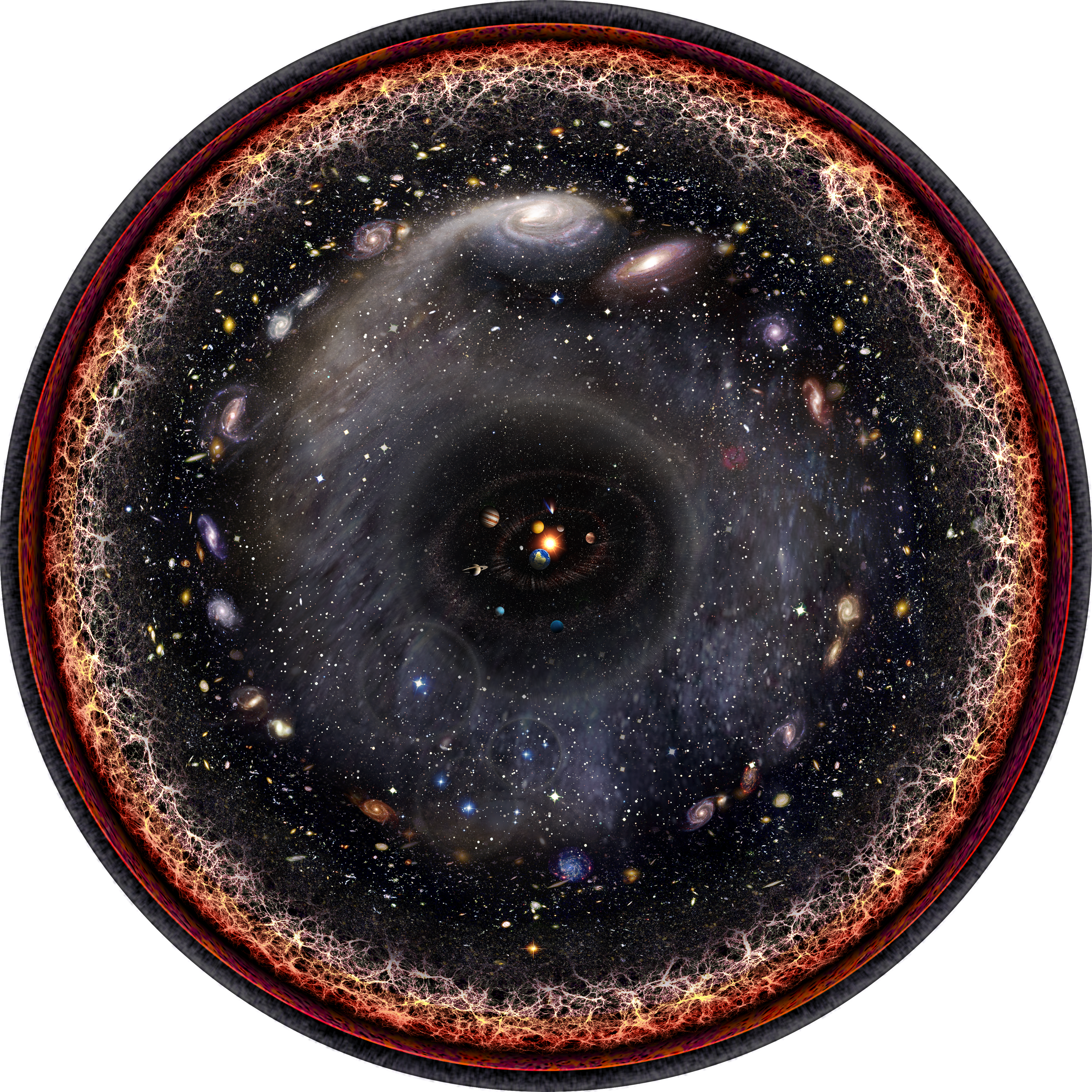

A megfigyelhető világegyetem az univerzum egy gömb alakú régiója, amely az összes anyagot tartalmazza, amit jelenleg képesek vagyunk megfigyelni a Földről, mivel a kozmikus tágulás kezdete óta eltelt idő alatt, az ezekről az objektumokról visszaverődő elektromágneses sugárzásnak volt ideje eljutni a Naprendszerig. Egyes becslések szerint akár két trillió galaxis is létezhet a megfigyelhető világegyetemben, azonban a New Horizons űrszonda által mért újabb adatok alapján szerényebb becslések a galaxisok számát néhány száz milliárdra teszik. Feltételezve, hogy a Világegyetem izotróp, a megfigyelhető világegyetem határáig a távolság minden irányban körülbelül ugyanakkora. Így a megfigyelhető világegyetem egy gömb alakú térrész, amelynek középpontjában helyezkedik el a megfigyelő. Az világegyetem minden egyes pontjának van egy saját megfigyelhető univerzuma, amely átfedésben is lehet a Földről megfigyelhető univerzummal.
A megfigyelhető kifejezés ebben ez értelemben nem a technológiai képességeink határára vonatkozik, amelyekkel a fényt vagy egyéb információkat figyelhetünk meg távoli objektumokon, hanem a fénysebesség által meghatározott fizikai korlátra vonatkozik. A relativitáselmélet szerint semmilyen jel/információ nem közlekedhet a fénynél gyorsabban, ezért létezik egy maximális távolság (kozmikus távolság), amin túl semmit nem tudunk érzékelni, mivel az onnan érkező információ nem érhet el minket. Olykor az asztrofizikusok megkülönböztetik a látható és a megfigyelhető világegyetem fogalmát: míg az előbbi a látható fényjeleket csak az atomok kialakulása óta (rekombináció) veszi számításba, az utóbbi a kozmikus tágulás (ősrobbanás) kezdetétől.

## Fordítás
Ez a szócikk részben vagy egészben  az   Observable universe című angol Wikipédia-szócikk ezen változatának fordításán alapul.  Az eredeti cikk szerkesztőit annak laptörténete sorolja fel. Ez a jelzés csupán a megfogalmazás eredetét és a szerzői jogokat jelzi, nem szolgál a cikkben szereplő információk forrásmegjelöléseként.

## További Információk
- https://www.csillagaszat.hu/hirek/ok-olvasoink-kerdeztek/kozmologiai-tavolsagok-es-a-voroseltolodas-kapcsolata/
- https://termvil.hu/2020/01/17/ertjuk-e-a-tagulo-univerzumot/